# لوئیس فلیکس
 لوئیس فلیکس (انگلیسی: Lois Felix؛ زاده ۸ آوریل ۱۹۲۸ درگذشته ۲۳ دسامبر ۲۰۰۱) یک تنیس‌باز اهل ایالات متحده آمریکا بود.